# Cantó de Guise
El cantó de Guise és un cantó francès del departament de l'Aisne, situat al districte de Vervins. Té 19 municipis i el cap és Guise.

## Municipis
- Aisonville-et-Bernoville
- Audigny
- Bernot
- Flavigny-le-Grand-et-Beaurain
- Guise
- Hauteville
- Iron
- Lavaqueresse
- Lesquielles-Saint-Germain
- Macquigny
- Malzy
- Marly-Gomont
- Monceau-sur-Oise
- Noyales
- Proisy
- Proix
- Romery
- Vadencourt
- Villers-lès-Guise

## Història
| Data d'elecció                           | Identitat       | Partit                     | Qualitat |
| ---------------------------------------- | --------------- | -------------------------- | -------- |
| 1945-1951                                | Raoul Sauer     | PCF                        |          |
| 1951-1958                                | Adrien Renard   | PCF                        |          |
| 1958-19..                                | M. Petit        | RGR                        |          |
| 19..-1982                                | M. Decourcelle  | PSU, després divers droite |          |
| 1982-                                    | Daniel Cuvelier | Divers gauche, després PS  |          |
| les dades anteriors no són pas conegudes |                 |                            |          |
|                                          |                 |                            |          |

## Demografia
| A partir de 1990: Població sense dobles comptes |